# Hylobates pileatus
O gibão-cristado (Hylobates pileatus) é um primata da família dos gibões, Hylobatidae. É uma das sete espécies do gênero Hylobates.
O gibão-cristado apresenta um dimorfismo sexual acentuado, visível principalmente na coloração do pelo. Os machos têm um pelo completamente preto, enquanto as fêmeas possuem pelagem branco-acinzentada, com o ventre e a cabeça pretos. Um anel de pelo branco e desgrenhado ao redor da cabeça é comum a ambos os sexos.
Esta espécie tem braços e pernas longos, que usam para se movimentar em galhos e se balançar nas árvores, não possuindo cauda. A altura é de cerca de 45 cm e o peso varia entre 6,5 kg a 10 kg. Os grupos familiares mantêm o seu próprio território através de vocalizações altas conhecidas como canto. O macho e a fêmea fazem um dueto, sendo o chamado da fêmea o mais alto. Na natureza eles passam em média 16 horas por dia dormindo. Sua dieta consiste principalmente de frutas, mas também se alimentam de folhas, flores e insetos. Eles vivem em pares monogâmicos, sendo que ambos os pais criam os filhotes. A reprodução ocorre durante todo o ano e a gestação dura 6,5 meses, gerando habitualmente um único filhote, que permanecerá com os pais até os 8 anos de idade. A expectativa de vida é de cerca de 40 anos.
É uma espécie considerada em perigo pela Lista Vermelha da IUCN e listada no apêndice I da CITES. A principal ameaça ao gibão-cristado é a destruição de habitat, com as áreas de floresta tropical onde eles vivem dando lugar a terras agrícolas. Isto levou a extinção local em algumas áreas. Assim como muitas outras espécies de primatas, eles são caçados e capturados, pela carne ou para o comércio. Muitas tentativas de estudar e aumentar os números da espécie têm sido feitas, tanto no que concerne ao seu estado na natureza ou em cativeiro.
Esta espécie vive no sudeste da Tailândia, no sudoeste do Laos e no oeste do Camboja, a oeste do rio Mekong. Estima-se que o número de indivíduos maduros seja de 47 mil.